# Krčka vrata u šumi Turopoljski Lug
Krčka vrata u šumi Turopoljski Lug su građevina u mjestu Kuče, gradskom naselju grada Velika Gorica.

## Opis
Krčka vrata u šumi Turopljski Lug nalaze se u jugoistočnom dijelu Turopolja. Izvorno drvena vrata podignuta su 1779. u znak sjećanja na veliko krčenje šume zbog formiranja obradivog zemljišta. Nakon stradanja u poplavi 1914., nova betonska vrata sagrađena su 1916. Sastoje se od dva bogato ukrašena stupa položena na piramidalne baze te povezana kasetiranim gređem u koji je umetnuta replika drvene spolije s latinskim natpisima. Rijedak je primjer spomenika ljudskom radu.

## Zaštita
Pod oznakom Z-3649 zaveden je kao nepokretno kulturno dobro - pojedinačno, pravna statusa zaštićena kulturnog dobra, klasificirano kao "sakralna graditeljska baština".